# بون (کارولینای شمالی)
بون (به انگلیسی: Boone) شهری در ایالت کارولینای شمالی کشور ایالات متحده آمریکا است که جمعیت آن در سرشماری سال ۲۰۱۰ میلادی، ۱۷٬۱۲۲ نفر بوده‌است.